# St. Petri (Großburgwedel)

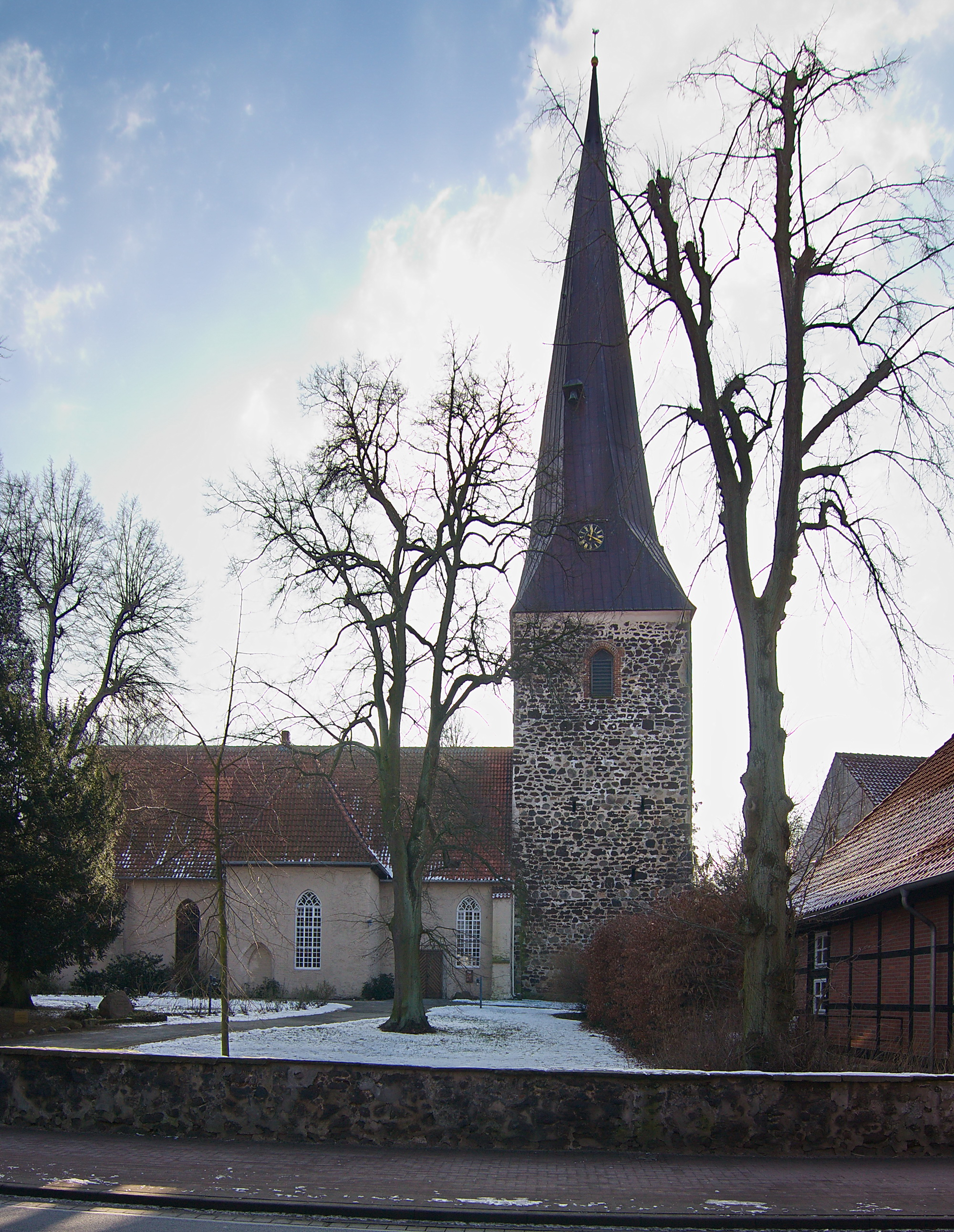
St. Petri

St. Petri ist die evangelisch-lutherische Kirche von Großburgwedel, einer Ortschaft der Stadt Burgwedel in der Region Hannover von Niedersachsen. Ihre Kirchengemeinde gehört zum Kirchenkreis Burgwedel-Langenhagen im Sprengel Hannover der Landeskirche Hannovers.

## Beschreibung
Die Saalkirche ist im Wesentlichen spätmittelalterlich. Der quadratische Kirchturm aus Raseneisen- und Feldsteinen im Westen wurde am Anfang des 15. Jahrhunderts als freistehender Wehrturm mit Schießscharten angelegt. An der Westseite des Kirchturms befindet sich eine eingemauerte Kreuzigungsdarstellung aus der Zeit um 1450, die eine Replik ist. Das Original ist im Chorraum aufgestellt.  
Am Turm wurden die leicht spitzbogigen Klangarkaden mit Gewänden aus Backsteinen nachträglich eingebrochen. Außerdem wurde ihm ein achtseitiger spitzer Helm aufgesetzt. Das Langhaus von der Breite des Turms hat drei Joche. Es wurde im unregelmäßigen Wechsel aus Back-, Feld- und Raseneisenstein gebaut, 1989 wurde es geschlämmt. Die beiden östlichen Joche bergen noch romanische Substanz aus der Zeit um 1200, das westliche Joch wurde erst um 1450 angefügt. 

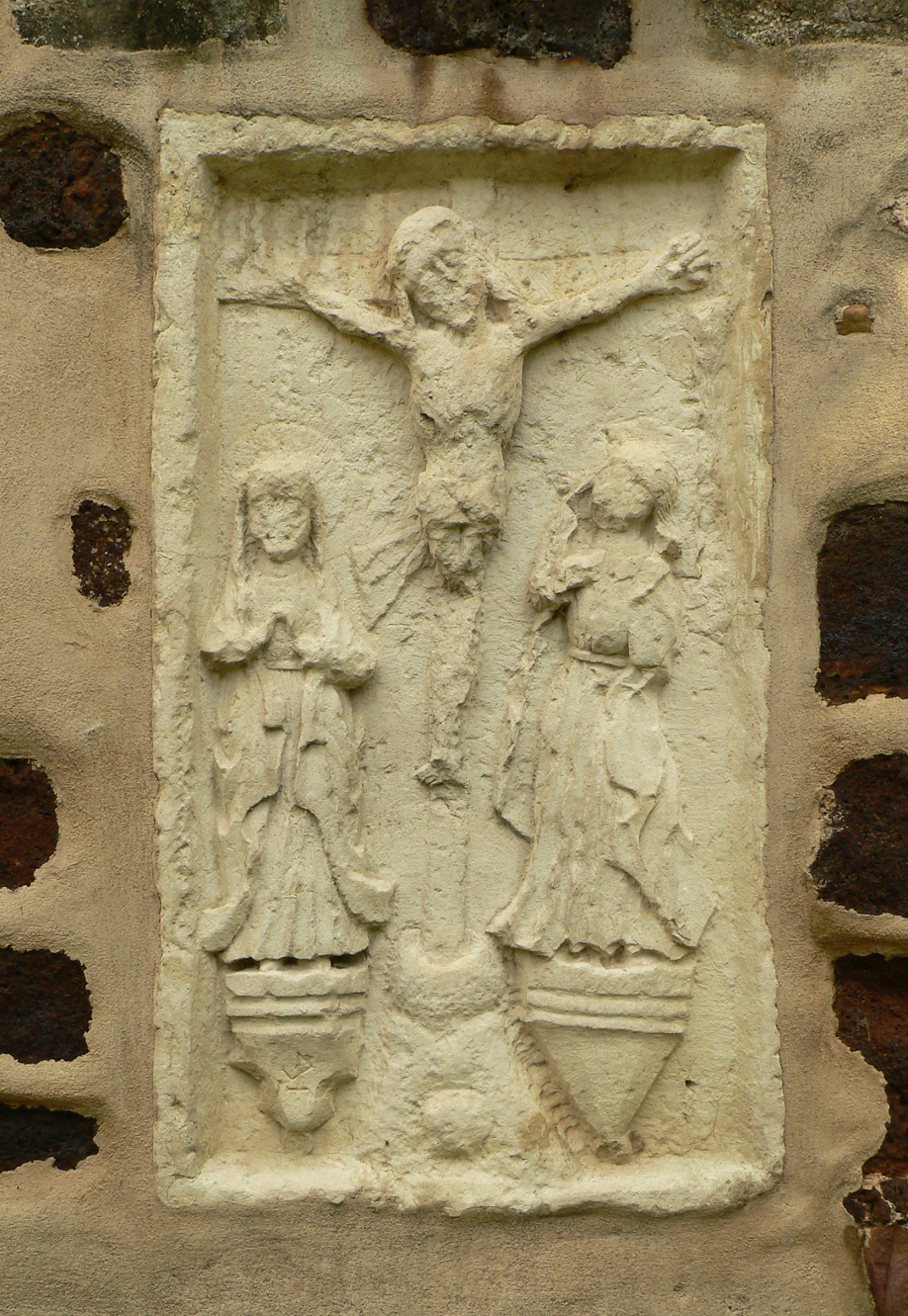
Eingemauerte Kreuzigungsdarstellung um 1450 an der Westseite des Kirchturms

Auf der Südseite des Langhauses ist eine Sonnenuhr angebracht. 1880 wurden rechteckige Anbauten am mittleren Joch angefügt, sie beherbergen im Süden die Sakristei und im Norden ein Brauthaus. Das Portal befindet sich in einem Anbau, der um 1626 nach Süden errichtet wurde.
Der Innenraum des Langhauses wurde nach Erhöhung der Außenmauern um 1500 mit Kreuzrippengewölben zwischen breiten spitzbogigen Gurtbögen versehen, das westliche Joch erst 1956. An allen Seiten sind Emporen. Am Anfang des 16. Jahrhunderts wurde es um einen Chor mit dreiseitigem Abschluss vergrößert. Im Innern wurde er um zwei Stufen erhöht und durch einen Triumphbogen vom Kirchenschiff abgesondert. Es entstanden die Sakristei und ein kleiner Nordanbau. Wohl Anfang des 16. Jahrhunderts wurde auch die Decke bemalt, die Anfang des 17. Jahrhunderts übermalt und 1994 wiederentdeckt und freigelegt wurde. 1626 errichtete man den Südanbau als Erbbegräbnis der Familie von Eltz.
Die barocke Kirchenausstattung wurde 1960 weitgehend beseitigt, erhalten blieb die auf dem Altar aufgestellte ehemalige Triumphkreuzgruppe. Das Taufbecken trägt die Jahreszahl 1734. Die Orgel mit 20 Registern, zwei Manualen und Pedal, 1959 gebaut von Emil Hammer Orgelbau, wurde 1996 abgebrochen. Sie wurde 1996 durch eine Orgel in Anlehnung an den klassisch-französischen Orgelbau mit 28 Registern, zwei Manualen und Pedal von Patrick Collon ersetzt.